# Ahmad ibn Ziyadat Allah ibn Qurhub
Aḥmad ibn Ziyādat Allāh ibn Qurhub (in arabo ﺍﺣﻤﺪ ﺑﻦ ﺯﻳﺎﺩة الله ﺑﻦ ﻗﺮﻫﺐ‎?) (... – 916) è stato un emiro siciliano che governò l'isola tra il 913 e il 916.
Al momento della caduta della dinastia sunnita aghlabide in Ifrīqiya ad opera della dinastia ismailita sciita fatimide, rimase fedele alla prima e nel 913 s'impadronì del potere a Palermo, capitale della Sicilia musulmana.
Accanto a questa chiave di lettura se ne può proporre un'altra, in chiave indipendentistica. Secondo Metcalfe, infatti, la presa di potere di Ibn Qurhub potrebbe essere stata dettata dalla volontà dei musulmani di Sicilia di affrancarsi dalla madrepatria.
Fu però sconfitto nel 916 dalle forze fedeli all'Imam fatimide, che nominò un suo proprio Governatore.